# Fredrik Marinus Kruseman

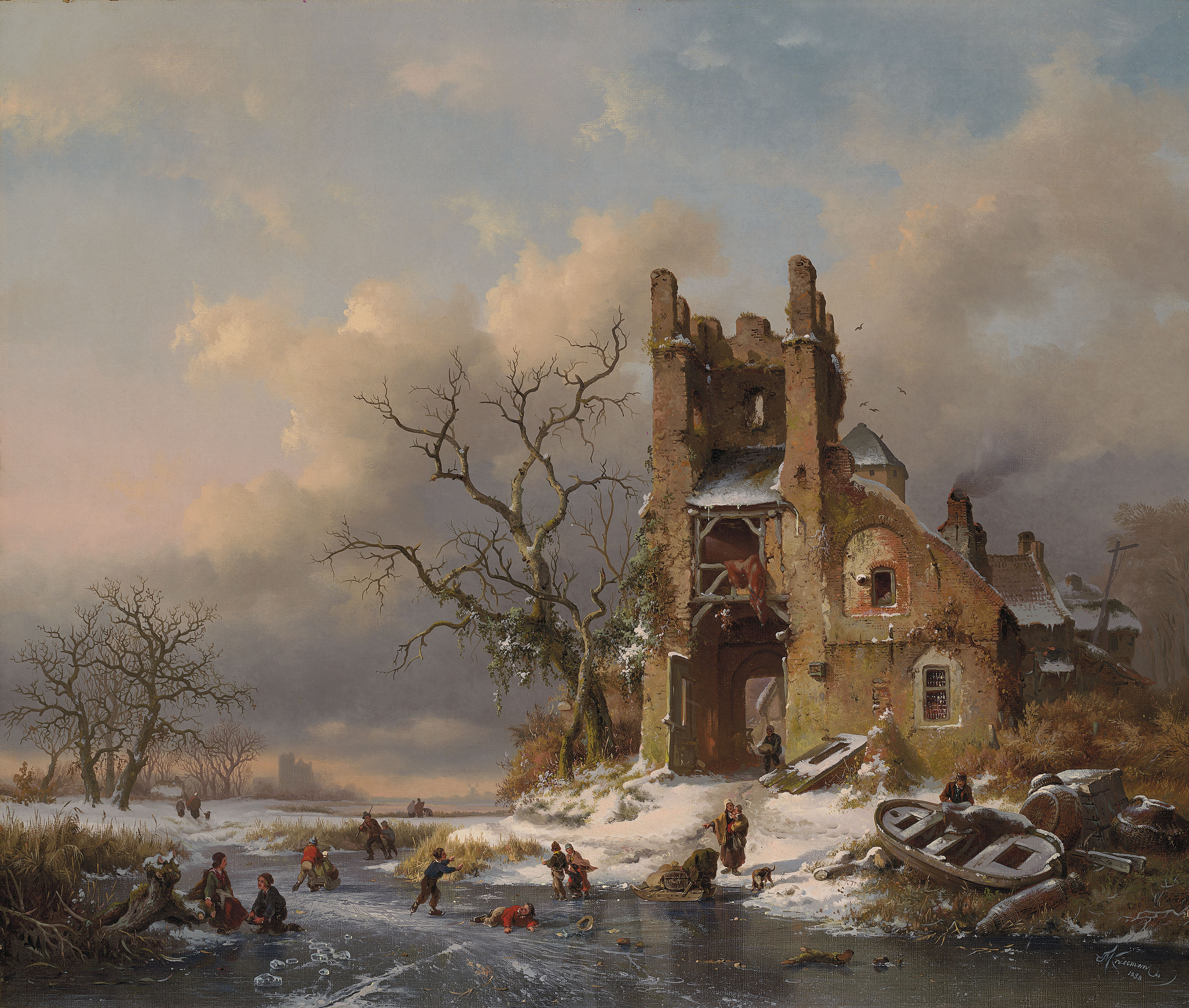
Scena invernale con pattinatori su un lago ghiacciato

Fredrik Marinus Kruseman (Haarlem, 12 luglio 1816 – Saint-Gilles (Belgio), 25 maggio 1882) è stato un pittore olandese specializzato in paesaggi in stile romantico.

## Biografia
Era il quarto figlio di Philip Benjamin Kruseman (1781-1842), un cappellaio, e di Jacoba Mooij. Ricevette le sue prime lezioni di disegno da Jan Reekers (1790 - 1858) e frequentò la scuola professionale di Haarlem dal 1832 al 1833. Quell'anno iniziò a studiare pittura con Nicolaas Johannes Roosenboom e, nel 1835, si trasferì al Gooi, dove compì studi avanzati con Jan van Ravenswaay. Studiò anche brevemente con il paesaggista Barend Cornelis Koekkoek.
Dopo un breve periodo tornato ad Haarlem, andò a Kleve, dove dipinse paesaggi, poi tornò a casa nel 1839. Due anni dopo si trasferì a Bruxelles dove, salvo qualche mese a Parigi, rimase fino al 1852. Dopo quattro anni a casa ad Haarlem, tornò in Belgio e vi visse fino alla sua morte nel 1882.
Nella sua produzione di circa 300-350 dipinti, sono note solo tre nature morte e il resto sono paesaggi. Ha anche realizzato un gran numero di disegni. Dal 2000 al 2001, i suoi dipinti hanno fatto parte di una mostra al Museo Valkhof di Nijmegen intitolata "Deliziose scene naturali: pittori di paesaggi romantici a Beek e Ubbergen 1810-1860".

## Fonti
- (EN) M. van Heteren, J. de Meere, Fredrik Marinus Kruseman (1816-1882) Painter of pleasing landscapes, Schiedam: Scriptum, 1998, ISBN 978-90-559-4082-0.